# Провулок Професора Тоцького
Провулок Професора Тоцького — провулок у Мелітополі. Йде від вулиці Михайла Кравця до вулиці Молодогвардійців.

## Назва
Іноді провулок згадується під назвами 2-й провулок Професора Тоцького або 2-й провулок Михайла Кравця. Це пов'язане з тим, що раніше провулок називався 2-м Ленінградським, а сусідні вулиця й провулок Ленінградські були перейменовані на вулиця й провулок Михайла Кравця. Тим не менш, 2-й Ленінградський провулок не був перейменований аналогічно до вулиці, а отримав окреме ім'я.

## Історія
Провулок вперше згадується в документах 23 листопада 2001 року як 2-й Ленінградський провулок.
В 2016 році в ході декомунізації перейменований на провулок Професора Тоцького